# 和田徹三
和田 徹三（わだ てつぞう、1909年（明治42年）8月4日 - 1999年6月27日）は日本の詩人・英文学者。北海道余市町出身。小樽高等商業学校卒。龍木煌（たつき あきら）のペンネームを持つ。

## 略歴および業績
北海道薬科大学教授をつとめ英語を教える傍ら、詩人として活動。1930年頃伊藤整と同時に百田宗治主催の「椎の木」に参加し、文学活動に専念する。英詩の翻訳（ハーバート・リードの研究者としての実績）からモダニズムへと変貌。1997年「湾」で和田自身が《「湾」を形而上詩の研究とと実作の場にしよう》という沢村光博の提案を受け、私は《長編形而上詩の実験作品を連載することにした。》と述べている。また1970年頃《沢村光博はカソリシズムとコミュニズムの結合を企てていたし、私は親鸞思想へ激しく傾斜していった。このことが二人の間に溝を作り、沢村は「湾」去って2、3年で病没した。》とあり、《私は曽我量深、金子大栄両先生の著書に学び、親鸞に傾倒してきた。》とも述べている。評論家の言を待つまでも無く形而上詩の作り手であり仏教詩人であることを宣言している。真宗の依拠経典である『大無量寿経』から啓示を受けたと思われる「讃1」「讃2」の詩も「湾」100号に掲載されている。
追記 曽我量深、金子大栄共に、1970年前後に真宗大谷派北海道教区の招きで、札幌で講演会を行っている。和田もその講演会を聴聞した可能性がある。
※《 》は引用を示す
日本比較文学会、日本英文学会の会員でもあった。生涯北海道の地を離れることは無かった。道内文学者のリーダー的な存在であった。
- 1931年、小樽高等商業学校卒業。
- 1932年、詩誌『哥』創刊。
- 1932年、詩誌『湾』創刊。
- 1950年、北海道文化賞奨励賞受賞。
- 1979年、『和田徹三全詩集』が第12回「日本詩人クラブ賞」受賞。

### 詩碑
1994年9月15日に小樽商科大学構内に建立。高さ1.7メートルの白御影石製。碑文は「それは 気まぐれな荒波が」から始まる「亡母美津をしのぶ白いカンタータ」の冒頭部である。
1988年10月に余市町のモイレ山にある水産博物館構内に建立。碑文は「このどす黒い冬の海の…」から始まる「海 -古里の海によせて- 」てである。

## 詩集および詩論
- 『門』 椎の木社、1935年
- 『合瓣花冠』 千代田書院、1949年
- 『白い海藻の街』 日本未来派発行所、1952年
- 『金属の下の時間』 アポロン社、1960年
- 『少年詩集 緑のアーチ』 国文社、1967年
- 『自然回帰』 求龍堂、1970年
- 『虚 和田徹三詩集』 国文社、1978年
- 『わが鎮魂の歌　季・家・詩をめぐる断章』 沖積舎、1982年
- 『白と黒のポエマティア』 沖積舎、1988年
- 『形而上詩論素稿』 沖積舎、1989年
- 『永遠―わが唯識論　和田徹三詩集』 沖積舎、1992年
- 『あらべすく 詩集』 沖積舎、1992年
- 『和田徹三の世界―形而上詩と童心』 沖積舎、1995年
- 『亀の歌　詩集』 沖積舎、1996年
- 『ポエマティア再び―和田徹三遺稿詩集』 沖積舎、1999年
- 『現代詩と佛教思想』 沖積舎、2001年

集成
- 『和田徹三全詩集』 沖積舎、1978年、新編1999年
- 『和田徹三全集』全6巻、沖積舎、1984年
1.2 詩篇、3 児童文学篇、4 翻訳篇
5 詩論・評論・随想篇、6 補遺 1993年

### 訳書
- 『現代詩論』 ハーバート・リード、みすず書房、1957年
- 『夜の拒否　詩集』 ハーバート・リード、国文社、1962年
- 『詩と詩論』 ハーバート・リード、国文社、1976年
- 『人食い猫』 バートン・ルーシェ、角川文庫、1978年
- 『フィーニクスの変容』 ハーバート・リード、沖積舎、1980年

伝記
- 『和田徹三論叢』同刊行会編、沖積舎、1997年
- 神谷光信『評伝和田徹三 形而上詩への道』沖積舎、2001年